# Alice Brown (scrittrice)
Alice Brown (Hampton Falls, 5 dicembre 1856 – Boston, 21 giugno 1948) è stata una scrittrice e poetessa statunitense, nota per racconti di regionalismo e per aver collaborato alla scrittura dell'opera collettiva The Whole Family.

## Biografia
Alice nasce nel New Hampshire e conduce i suoi studi al Robinson Female Seminary di Exeter, fino al 1876. Prima di trasferirsi a Boston, dove intraprenderà la carriera di scrittrice a tempo pieno, lavora come insegnante. Esordisce nel 1885, pubblicando sulla rivista per bambini Youth's Companion.
Alice Brown è stata un'autrice prolifica. Ha pubblicato libri a cadenza annuale fino al 1935, quando ha smesso di scrivere.

## Opere e temi
La prima fase della sua carriera si contraddistingue per la vastità delle tematiche affrontate: lo spiritismo che caratterizza Fools of Nature ("Zimbelli della natura") del 1887; l'isolamento, la crescita personale e la scoperta del mondo, temi che si ritrovano nel romanzo breve The Day of His Youth ("Il tempo della sua giovinezza"); l'inusuale attenzione che dedica alla questione dell'autonomia e indipendenza femminile, non particolarmente diffusa alla sua epoca.
I racconti scritti negli anni Novanta dell'Ottocento sono contenuti in più raccolte: Meadow-Grass ("Erba di campo") del 1895, Tiverton Tales ("Racconti di Tiverton") del 1899; Joint Owners in Spain ("Comproprietarie in Spagna"). In quest'ultimo testo, l'autrice descrive le vicende di due anziane, rinchiuse in un ospizio, che decidono di separare la camera che condividono tracciando una linea di confine; grazie a questo trucco, si illudono di non aver perduto completamente il diritto alla privacy. L'originalità del testo sta soprattutto nella rappresentazione empatica del declino cognitivo, che rende questo racconto uno dei primi testi a proporre una versione non ridicolizzata della demenza senile. Il testo venne successivamente adattato per il teatro e trasformato in un atto unico. Andò in scena, per la prima volta, al Chicago Little Theatre e, successivamente, in numerosi altri teatri statunitensi, fino alla rappresentazione del 1929 presso il Waldorf Theatre di New York.[1]
Tra i romanzi scritti all'inizio del Novecento, spiccano Margaret Warrener (1901) e The Story of Thyrza (1909). Le vicende narrate in quest'ultima opera toccano tematiche familiari e sentimentali delicate: la protagonista, rimasta incinta dopo una breve relazione con il futuro marito della sorella, mantiene per tutta la vita il segreto pur di salvare la reputazione e la vita coniugale dei due.[1]
Alice Brown ha scritto per il libro collettivo The Whole Family del 1908: un esperimento letterario che coinvolse dodici autori, tra cui Henry James, Mary E. Wilkins Freeman e William Dean Howells. L'idea di questa iniziativa fu di Howells, ma l'operazione fu guidata da Elizabeth Jordan, l'energica direttrice di Harper's Bazar. Gli autori scrissero ciascuno un capitolo, assumendo il punto di vista di un diverso membro della famiglia Talbert. L'obiettivo era mostrare e raccontare le diverse reazioni all'annuncio del fidanzamento della giovane Peggy Talbert, offrendo un ritratto sfaccettato della vita familiare americana dell'epoca. Alice Brown contribuì con l'undicesimo capitolo, incentrato proprio sulla giovane protagonista Peggy Talbert. Nel suo contributo, Brown approfondisce la psicologia della ragazza, esplorandone emozioni e pensieri riguardo al fidanzamento e alle dinamiche familiari. Questo contributo, come gli altri, mira a rappresentare come un fidanzamento influenzi ogni membro della famiglia, restituendo un'immagine puntuale delle dinamiche familiari dell'epoca.
Nel 1915 la scrittrice pubblicò Children of Earth ("Figli della terra"), acclamato e premiato dalla critica, che tuttavia ricevette una fredda accoglienza dai lettori del tempo.[1]
Alcuni critici ritengono che Alice Brown aveva la tendenza a concentrarsi maggiormente sui temi affrontati nei suoi testi a scapito della caratterizzazione dei personaggi, ma considerano in ogni caso notevoli i suoi ritratti degli umori e dei costumi del New England.[1] Nello specifico, Deborah Lambert, nel suo articolo "Alice Brown", indica alcune possibili ragioni del fatto che la scrittrice sia stata rapidamente dimenticata e le sue opere presto finite fuori stampa, nonostante sia stata a lungo rinomata nel mondo letterario di Boston. Secondo Lambert: l'enorme quantità di opere da lei prodotte, il sentimentalismo che le caratterizza, l'invincibile ottimismo tipicamente vittoriano e il rifiuto dell'ethos moderno hanno contribuito a renderla presto anacronistica rispetto ad altre autrici e autori. La stessa Deborah Lambert, però, sottolinea come i personaggi di Alice Brown siano spesso donne di mezza età che lottano per un maggiore senso di indipendenza e sicurezza. Queste donne si trovano spesso ad affrontare il conflitto tra le aspettative della società e i loro desideri più profondi, trovando soluzioni che si traducono in scelte non convenzionali, capaci di rendere le loro vite più interessanti e significative. Questo aspetto rende sicuramente Alice Brown una scrittrice che ha saputo portare in scena temi femministi e personaggi rivoluzionari per il suo tempo. 

## Opere
- Fools of Nature (1887)
- The Rose of Hope (1896)
- The Day of his Youth (1897)
- Tiverton Tales (1899)
- Margaret Warrener (1902)
- The Story of Thyza (1909)
- John Winterbourne's Family (1910)
- The One-Footed Fairy (1911)
- The Secret of the Clan (1912)
- Robin Hood's Barn (1913)
- Vanishing Points (1913)
- Children of Earth (1915)
- Bromley Neighborhood (1917)
- The Prisoner (1916)
- The Flying Teuton (1918)
- Homespun and Gold (1920)
- The Wind Between the Worlds (1920)
- One-Act Plays (1921)
- The Old Crow (1922)
- Ellen Prior, verse (1923)
- The Kingdom in the Sky (1932)